# (17215) Slivan
(17215) Slivan est un astéroïde de la ceinture principale.

## Description
(17215) Slivan est un astéroïde de la ceinture principale. Il fut découvert le 6 janvier 2000 à la station Anderson Mesa par le programme LONEOS. Il présente une orbite caractérisée par un demi-grand axe de 2,30 UA, une excentricité de 0,12 et une inclinaison de 6,5° par rapport à l'écliptique.

## Compléments